# Palatul Akasaka
Palatul Akasaka (迎賓館赤坂離宮 Geihinkan Akasaka Rikyū ?), o fostă reședință a familiei imperiale japoneze, astăzi folosit pentru găzduirea oaspeților de stat, este un „Tezaur Național al Japoniei”.
Situat în cartierul Moto-Akasaka din Tokio, palatul are întrebuințarea actuală din 1974, înainte fiind așa-numit „palat imperial detașat” (în lb. japoneză 離宮 „rikyū”).
Clădirea are o suprafață de 15.355 m², și împreună cu o clădire mai mică în stil japonez se află pe un teren de 117.000 m². Clădirea are un nivel la subsol și două niveluri la suprafață.
Clădirea principală este singura clădire în stil neo-baroc din Japonia și una dintre cele mai mari clădiri construite în perioada Meiji.

## Istoria
În perioada Tokugawa, terenul pe care se află palatul a aparținut clanului Owari, acolo aflânduse conacul principal al familiei.. După Restaurația Meiji, clanul a donat terenul Curții imperiale.
Planul palatului a fost realizat de către arhitectul Tokuma Katayama (student al arhitectului Josiah Conder). Construcția a avut loc între 1899 și 1909, fiind intenționat ca reședință a Prințului moștenitor, dar cu excepția faptului că Împăratul Showa și Împăratul Akihito au locuit acolo scurte perioade de timp, a fost rar folosit ca reședință a Prințului moștenitor. La început palatul s-a numit „Palatul Tōgū” (în japoneză: lit. „Palatul Prințului moștenitor”)..
După al Doilea Război Mondial, palatul a deveneit proprietate a statului japonez, fiind folosit pentru diferite scopuri: sediu al bibliotecii Dietei japoneze, sediu al biroului legislației guvernamentale, și sediu al Comitetului de organizare a Jocurilor Olimpice de vară din 1964.
În 1967 s-a hotărât ca Palatul Akasaka să fie folosit pentru găzduirea oaspeților de stat. După lucrări de remodelare și restaurare care au început în 1968 și au costat 10,8 miliarde de yeni, din 1974 palatul este folosit în acest scop și pentru aranjarea unor conferințe internaționale, de exemplu conferințele G7 din 1979, 1986 și 1993 sau întâlnirea la nivel înalt Japonia-ASEAN din 2003.
În 2006 au început alte lucrări de restaurare și remodelare care au durat 3 ani, palatul fiind dat în folosință din nou în aprilie 2009.
În decembrie 2009 a fost desemnat „Tezaur Național al Japoniei”.

## Saloanele

### Salonul „Sairan-no-ma”
Numele salonului vine de la pasărea legendară ran („fenix”), care poate fi găsită pe relieful auriu de deasupra marilor oglinzi pe cele două laturi ale sălii cât și pe șemineul gri de marmură. Tavanul și pereții albi sunt ormamentați cu stuc suflat cu aur, iar cele 10 oglinzi de pe pereți fac ca sala să pară mai mare decât este în realitate.
Această încăpere este folosită ca sală de așteptare pentru cei care vor avea întâlniri oficiale cu oaspeții de stat, ca loc de întâlnire cu oaspeții de stat înaintea bancheturilor oficiale, ca loc unde sunt intervievați oaspeții de stat sau ca loc de semnare a tratatelor oficiale.

### Salonul „Kacho-no-ma
Numele salonului vine de la multitudinea de flori și păsări care apar în cele 36 de picturi în ulei de pe tavan, de pe gobelinurile de pe imposte sau de pe cele 30 de plăci-cloazoneu de pe pereți. Pereții sunt lambrisați cu frasin japonez (fraxinus japonica) de culoare roșie-cafenie. Plăcile-cloazoneu au fost desenate de pictorul Seitei Watanabe și au fost produse de artizanul Sosuke Namikawa, un artist al erei Meiji.
Salonul este folosită în principal pentru banchete oficiale găzduite de oaspeții de stat, cu loc pentru 130 de persoane.

### Scara Centrală și Salonul Mare
Scara Centrală este din marmură italiană, acoperită cu un covor roșu. Pereții pe ambele părți ale scării sunt din marmură lucioasă franceză. La etajul doi, în fața Salonului Mare, sunt două picturi mari în ulei numite „Pictură” și „Muzică”. Sunt opere ale artistului Ryōhei Koiso. Pictura de pe tavan, numită „Al Șaptelea Cer” este operă a lui Shunichi Terada, profesor la Academia Națională de Arte Plastice din Tokio. A pictat-o în 1974 când palatul a fost restaurat.

### Salonul Asahi-no-ma
Numele salonului vine de la pictura de pe tavan, care arată o zeiță care mână un car de triumf cu soarele răsărind în spatele ei. Cele 16 coloane din jurul salonului sunt din marmoră norvegiană. Pe pereți sunt catifea de brocart stil Nishijin din Kyoto, iar covorul este țesut din fire în 47 de nuanțe de purpuriu, semnificând flori de cireș.
Acest salon este folosit pentru audiențe și ca loc de întâlnire cu oaspeții de stat.

### Salonul Hagoromo-no-ma
Numele vine de la pictura de 300 m² de pe tavan, care reprezintă scene din piesa noh Hagoromo („Veșmântul ceresc”).
Cele trei candelabre din această sală sunt cele mai impozante din palat. Fiecare candelabru este compus din 7.000 de părți, au o mărime de 3 m și cântăresc 800 kg.
Pereții sunt ornamentați cu reliefuri-stuc reprezentând instrumente și note muzicale. La mezanin este o galerie pentru orchestră. Salonul este folosit mai ales pentru ceremonii de bine-venit când din cauza vremii nu pot fi ținute afară, dar și pentru recepții și conferințe. Când se ține un banchet în salonul Kacho-no-ma, oaspeților le sunt servite băuturi în salonul Hagoromo-no-ma înainte și după servitul mesei.